# Markvartice (Třebíči járás)
Markvartice település Csehországban, a Třebíči járásban. Markvartice Chlístov, Stařeč, Pokojovice, Čechočovice, Hvězdoňovice és Rokytnice nad Rokytnou településekkel határos. Lakosainak száma 291 fő (2024. január 1.).

## Népesség
A település lakosságának változását az alábbi diagram mutatja:
| Lakosok száma | 165  | 203  | 271  | 244  | 264  | 239  | 269  | 276  | 280  | 291  |
|               | 1869 | 1890 | 1921 | 1950 | 1980 | 2001 | 2017 | 2019 | 2022 | 2024 |